# Aporryma
Aporryma je jednotka objemu používaná ve starověké Spartě. Její hodnota činila 6,56 l a dělila se na 4 choinix.